# Che domenica amici
Che domenica amici era un programma televisivo italiano di varietà, trasmesso la domenica pomeriggio, dal 10 novembre 1968 al 2 marzo 1969, sul Programma Nazionale. 
Il programma era condotto da Raffaele Pisu, Ric e Gian e Carmen Villani. Insieme a Pisu compariva il pupazzo Provolino.
Gli autori erano Franco Castellano e Giuseppe Pipolo, la regia era di Vito Molinari, cui subentrò a inizio 1969 Stefano De Stefani, la direzione musicale di Gorni Kramer.
La sigla, 30 02 33, era cantata da Carmen Villani.